# Ґустаф Скашгорд
Ґустаф Каспар Орм Скашгорд (швед. Gustaf Caspar Orm Skarsgård /ˈskɑːʂɡoːɖ/; рід. 12 листопада 1980, Швеція) — шведський актор театру і кіно. Широкій публіці найбільш відомий завдяки своїй ролі Флокі в телесеріалі «Вікінги».

## Біографія
Ґустаф Скашгорд народився 12 листопада 1980 року в сім'ї знаменитого шведського актора Стеллана Скашгорда і лікаря Мю Скашгорд. У Ґустафа є чотири брати — Олександр Скашгорд (нар. в 1976), Білл Скашгорд (нар. в 1990), які також є акторами, Сем Скашгорд (нар. в 1982), Вальтер Скашгорд (нар. в 1995), і одна сестра Ейя Скашгорд (нар. у 1992).
Свою першу роль у кіно зіграв, коли йому було дев'ять років у фільмі «Täcknamn Coq Rouge» (Ерік Гамільтон). Батько Ґустафа грав у цьому фільмі головну роль. З 1999 по 2003 навчався в Стокгольмської академії театрального мистецтва (швед. Teaterhögskolan). З 2003 року працював у театрі, грав головні ролі в багатьох постановках («Венеційський купець»). Продовжуючи грати в театрі, брав участь у ряді телевізійних постановок, а також знімався в кіно. Найвідоміша роль Ґустафа в 2002 році у фільмі «Невидимий» (швед. Den osynlige). У 2003 році знявся у фільмі «Зло», який номінувався на премію «Оскар». У 2007 році був удостоєний премії «Золотий жук» (шведський аналог премії «Оскар» за фільм «Діти околиць», а також двічі був на неї номінований: у 2004 році за участь у фільмі «Зло», і в 2009 за фільм «Патрік 1,5».
2013 року знявся у фільмі «Ми» (швед. Vi) разом з відомою шведською акторкою Ребеккою Фергюсон.
У 1999-2005 роках був одружений з Ханною Альстрем.

## Фільмографія
- 2025 — Операція «Чорний кейс» (Black Bag) — Мічем
- 2023 — Оппенгеймер (Oppenheimer) — Ганс Бете
- 2023 — Air Jordan — Горст Дасслер
- 2018 — Світ Дикого заходу[8] — Карл Стренд
- 2017 — Не залишай мене / Darling — Франс
- 2014 — Ettor nollor — Карл
- 2013-2018 — Вікінги — Флокі
- 2012 — Кон-Тікі — Бенгт Даніельссон
- 2010 — Шлях додому — Священик Восс
- 2010 — Puss — Йон
- 2008 — Патрік 1,5 (Patrik 1.5) — Goran Skoogh
- 2008 — Арн: Об'єднане королівство (Arn — Riket vid vägens slut) — Кнут Ерікссон
- 2008 — Іскаріот (Iscariot) — Адам
- 2008 — Mellan 11 och 12 (ТБ) — Йонас
- 2007 — Арн: Лицар-Тамплієр (Arn — Tempelriddaren) — Король Швеції Кнут Ерікссон
- 2006 — Вільні стрілки — серіал (Snapphanar) — Карл XI
- 2006 — Діти околиць (Förortsungar) — Йохан
- 2006 — ForKvall (серіал) — грає самого себе
- 2004 — Вавилонська хвороба (Babylonsjukan) — Olle, Maja's boyfriend
- 2004 — Не роздягатися (Ikke naken) — Незнайомець
- 2003 — Деталі (Detaljer) — Daniel
- 2003 — Зло (Ondskan) — Otto Silverhiel
- 2002 — Kontrakt (короткометражний)
- 2002 — Gåvan (короткометражний) — David
- 2002 — Невидимий (Den osynlige) — Niklas
- 1996 — Euroboy — Robber
- 1995 — Sommaren — Steffe
- 1989 — Prima ballerina (короткометражний) — Spinken
- 1989 — Tacknamn Coq Rouge — Erik Hamilton